# Аквајола-Гратијано (Перуђа)
Аквајола-Гратијано (итал. Acquaiola-Gratiano) је насеље у Италији у округу Перуђа, региону Умбрија.
Према процени из 2011. у насељу је живело 173 становника. Насеље се налази на надморској висини од 224 м.